# Городское поселение рабочий посёлок Верхозим
Городское поселение рабочий посёлок Верхозим — муниципальное образование в Кузнецком районе Пензенской области Российской Федерации.
Административный центр — рабочий посёлок Верхозим.

## История
Статус и границы муниципального образования установлены Законом Пензенской области от 2 ноября 2004 года № 690-ЗПО «О границах муниципальных образований Пензенской области».

## Население
| 2010  | 2012  | 2013  | 2014  | 2015  | 2016  | 2017  |
| ----- | ----- | ----- | ----- | ----- | ----- | ----- |
| 1972  | ↘1908 | ↘1890 | ↘1849 | ↘1825 | ↘1808 | ↘1764 |
| 2018  | 2021  |       |       |       |       |       |
| ↘1725 | ↘1677 |       |       |       |       |       |

## Состав городского поселения
| № | Населённый пункт | Тип населённого пункта                  | Население |
| - | ---------------- | --------------------------------------- | --------- |
| 1 | Боровая          | деревня                                 | ↘59       |
| 2 | Верхозим         | рабочий посёлок, административный центр | ↗1504     |
| 3 | Верхозим         | село                                    | ↘128      |